# Brachicheta strigata
Brachicheta strigata är en tvåvingeart som först beskrevs av Johann Wilhelm Meigen 1824.  Brachicheta strigata ingår i släktet Brachicheta, och familjen parasitflugor. Arten är reproducerande i Sverige.